# Ефект Тетчер

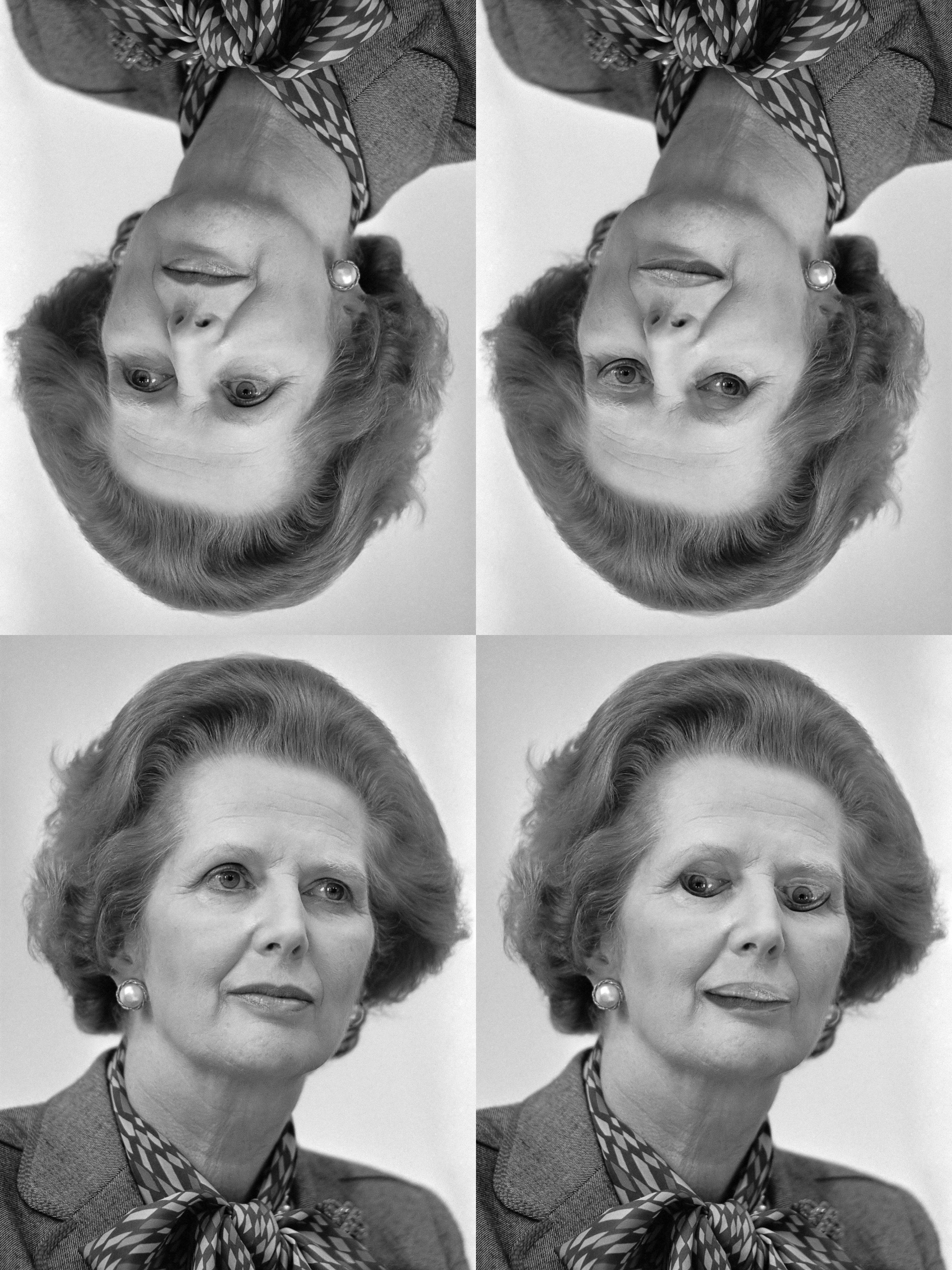
Ефект Тетчер, показаний тут на фотографії Маргарет Тетчер.

Ефект Тетчер або ілюзія Тетчер — явище, при якому важче виявити локальні зміни рис на перевернутому обличчі, незважаючи на те, що ідентичні зміни очевидні на обличчі в звичному положенні. Ефект був названий на честь прем'єр-міністра Великої Британії Маргарет Тетчер, на фотографії якої ілюзія була вперше продемонстрована. Ефект був виявлений в 1980 році Пітером Томпсоном, професором психології Йоркського університету.

## Огляд
Ефект можна проілюструвати двома спочатку ідентичними фотографіями, які перевертають. Друге зображення змінюють, перевертаючи очі і рот по вертикалі ще раз — фактично, повертаючи їх в нормальне положення щодо глядача. Внесені зміни не відразу помітні, поки все зображення не повертається в нормальне положення. Змінене зображення, будучи повернений в нормальне положення, викликає тривогу.
Вважається, що ефект Тетчер пов'язаний з певними психологічними когнітивними модулями, задіяними в сприйнятті обличь, які налаштовані в першу чергу на нормальні вертикальні положення обличь. Обличчя здаються унікальними, незважаючи на те, що вони дуже схожі. Була висунута гіпотеза, що в людському мозку проходять певні процеси для розрізнення обличь, які залежать як від конфігурації (структурних відносин між окремими рисами обличчя), так і від деталей окремих рис обличчя, таких як очі, ніс і рот .
Є свідчення того, що макаки-резуси, а також шимпанзе теж відчувають ефект Тетчер. Цей факт підвищує ймовірність того, що деякі механізми мозку, що беруть участь в обробці обличь, могли розвинутися у загального предка більше 30 мільйонів років тому.
Основні принципи ефекту Тетчер в сприйнятті обличь також були застосовані до біологічного руху. Локальну інверсію окремих точок складно, а в деяких випадках майже неможливо розпізнати, коли інвертована вся фігура.

## Подальші дослідження
Ілюзія Тетчер виявилася корисною для розкриття психології розпізнавання осіб. Як правило, експерименти з використанням ілюзії Тетчер пов'язані з виміром часу, необхідного для того, щоб побачити неузгоджені елементи в нормальному або перевернутому положенні. Такі заходи використовувалися для визначення характеру обробки цілісних зображень обличь.
Показуючи повернені на різний кут зображення, дослідники вивчали поступову або раптову появу ілюзії. Спостереження ілюзії Тетчер було виявлено у всіх групах випробовуваних. Діти спостерігають ілюзію разом з дорослими, в тому числі діти з аутизмом, і навіть люди з прозопагнозією.